# Parafabricia ventricingulata
Parafabricia ventricingulata är en ringmaskart som beskrevs av Fitzhugh 1992. Parafabricia ventricingulata ingår i släktet Parafabricia och familjen Sabellidae. Inga underarter finns listade i Catalogue of Life.